# Дегідратація
Дегідрата́ція — термічне або хімічне відщеплення води від органічних чи неорганічних сполук під дією дегідратантів чи температури структурних елементів води (H+ та OH–) з утворенням кратних зв'язків або циклів. Реакції дегідратації є звичайними процесами, зворотними до реакції гідратації.
| Реакція дегідратації                      |                                | |
| Реакція                                   | рівняння                       | |
| Конвертація спиртів у етери               | 2 R-OH → R-O-R + H2O           | |
| Конвертація спиртів у алкени              | R-CH2-CHOH-R → R-CH=CH-R + H2O | Наприклад перетворення гліцерину в акролеїн: або дегідратація 2-метил-1- циклогексанолу до (головним чином) 1-метилциклогексану |
| Конвертація карбонових кислот в ангідриди | 2 RCOOH → (RCO)2O + H2O        | |
| Конвертація амідів у нітрили              | RCONH2 → R-CN + H2O            | |
| Дієнол-бензенове перегрупування.          |                                | [ 3 ] [ 4 ] |